# Saison 5 de Chicago PD
Chronologie
Saison 4 Saison 6
Cet article présente le guide des épisodes de la cinquième saison de la série télévisée américaine Chicago PD.

## Généralités
- Aux États-Unis, la saison a été diffusée du 27 septembre 2017 au 9 mai 2018 sur NBC.
- Au Canada, la saison est diffusée en simultanée sur le réseau Global.

### Synopsis
La série décrit le quotidien de plusieurs patrouilleurs en tenue et de membres de l'unité des renseignements criminels affectés au 21e district du Chicago Police Department...

## Distribution

### Acteurs principaux
- Jason Beghe (VF : Thierry Hancisse) : Sergent Henry « Hank » Voight
- Jon Seda (VF : David Mandineau) :   Inspecteur Antonio Dawson[1]
- Jesse Lee Soffer (VF : Thibaut Belfodil) : Détective Jay Halstead
- Patrick Flueger (VF : Sébastien Desjours) :Inspecteur Adam Ruzek
- Marina Squerciati (VF : Olivia Nicosia) : Inspecteur Kim Burgess
- LaRoyce Hawkins (VF : Daniel Lobé) :  Inspecteur Kevin Atwater
- Amy Morton (VF : Françoise Vallon) : Sergent Trudy Platt
- Elias Koteas (VF : Christian Gonon) : Inspecteur Alvin Olinsky
- Tracy Spiridakos (VF : Olivia Luccioni): Détective Hailey Upton[2]

### Acteurs récurrents et invités
- Mykelti Williamson : Lieutenant Denny Woods[3]
- Esai Morales : Chef Lugo
- Wendell Pierce : Alderman Ray Price[4]
- Skipp Sudduth : John Bukowski
- Noel Gugliemi : Chico Delgado
- Currie Graham : Todd Smith
- Monica Barbaro : ASA Anna Valdez (de Chicago Justice)[5]
- Wil Traval : McGrady[6]
- Anabelle Acosta : Camila[7]
- Zach Appelman : Matt Miller[8]
- Scott Bryce (en) : Scott Graynor[9]
- Mekhi Phifer : Joe Baker[10]
- Jesse Garcia : Reimundo Morales[10]

## Liste des épisodes

### Épisode 1:Sur la sellette
- États-Unis /  Canada : 27 septembre 2017 sur NBC
- Belgique : 18 mai 2018 sur RTL-TVI
- Suisse : 18 mai 2018 sur RTS Un
- France : 22 mai 2018 sur TF1

- États-Unis : 6,11 millions de téléspectateurs[11] (première diffusion)
- Canada : 1,224 million de téléspectateurs[12] (première diffusion + différé 7 jours)

### Épisode 2:Un héros très discret
- États-Unis /  Canada : 4 octobre 2017 sur NBC / Global
- Belgique : 18 mai 2018 sur RTL-TVI
- Suisse : 18 mai 2018 sur RTS Un
- France : 22 mai 2018 sur TF1

- États-Unis : 6,19 millions de téléspectateurs[13] (première diffusion)
- Canada : 1,289 million de téléspectateurs[14] (première diffusion + différé 7 jours)

### Épisode 3:Promesse
- États-Unis /  Canada : 11 octobre 2017 sur NBC / Global
- Belgique : 25 mai 2018 sur RTL-TVI
- Suisse : 25 mai 2018 sur RTS Un
- France : 29 mai 2018 sur TF1

- États-Unis : 6,07 millions de téléspectateurs[15] (première diffusion)
- Canada : 1,357 million de téléspectateurs[16] (première diffusion + différé 7 jours)

### Épisode 4:La Loi du silence
- États-Unis /  Canada : 18 octobre 2017 sur NBC / Global
- Belgique : 25 mai 2018 sur RTL-TVI
- Suisse : 25 mai 2018 sur RTS Un
- France : 29 mai 2018 sur TF1

- États-Unis : 5,79 millions de téléspectateurs[17] (première diffusion)
- Canada : 1,376 million de téléspectateurs[18] (première diffusion + différé 7 jours)

### Épisode 5:Agence d'adoption
- États-Unis /  Canada : 25 octobre 2017 sur NBC / Global
- Belgique : 1er juin 2018 sur RTL-TVI
- Suisse : 1er juin 2018 sur RTS Un
- France : 5 juin 2018 sur TF1

- États-Unis : 6,16 millions de téléspectateurs[19] (première diffusion)
- Canada : 1,158 million de téléspectateurs[20] (première diffusion + différé 7 jours)

### Épisode 6:Pour la bonne cause
- États-Unis /  Canada : 8 novembre 2017 sur NBC / Global
- Belgique : 1er juin 2018 sur RTL-TVI
- Suisse : 1er juin 2018 sur RTS Un
- France : 5 juin 2018 sur TF1

- États-Unis : 5,16 millions de téléspectateurs[21] (première diffusion)
- Canada : 1,209 million de téléspectateurs[22] (première diffusion + différé 7 jours)

### Épisode 7:Les Vétérans
- États-Unis /  Canada : 15 novembre 2017 sur NBC / Global
- Belgique : 8 juin 2018 sur RTL-TVI
- Suisse : 8 juin 2018 sur RTS Un
- France : sur TF1

- États-Unis : 6,39 millions de téléspectateurs[24] (première diffusion)
- Canada : 1,239 million de téléspectateurs[25] (première diffusion + différé 7 jours)

### Épisode 8:Question de pouvoir
- États-Unis /  Canada : 29 novembre 2017 sur NBC / Global
- Belgique : 8 juin 2018 sur RTL-TVI
- Suisse : 8 juin 2018 sur RTS Un

- États-Unis : 6,95 millions de téléspectateurs[26] (première diffusion)
- Canada : 1,187 million de téléspectateurs[27] (première diffusion + différé 7 jours)

### Épisode 9:Poison
- États-Unis /  Canada : 6 décembre 2017 sur NBC / Global
- Suisse : 15 juin 2018 sur RTS Un
- Belgique : 15 juin 2018 sur RTL-TVI

- États-Unis : 6,52 millions de téléspectateurs[28] (première diffusion)
- Canada : 1,153 million de téléspectateurs[29] (première diffusion + différé 7 jours)

### Épisode 10:Jay en eaux troubles
- États-Unis /  Canada : 3 janvier 2018 sur NBC[30] / Global
- Suisse : 15 juin 2018 sur RTS Un
- Belgique : 15 juin 2018 sur RTL-TVI

- États-Unis : 6,78 millions de téléspectateurs[31] (première diffusion)
- Canada : 1,193 million de téléspectateurs[32] (première diffusion + différé 7 jours)

### Épisode 11:Confidentiel
- États-Unis /  Canada : 10 janvier 2018 sur NBC / Global
- Suisse : 22 juin 2018 sur RTS Un
- Belgique : 22 juin 2018 sur RTL-TVI

- États-Unis : 6,86 millions de téléspectateurs[33] (première diffusion)
- Canada : 1,355 million de téléspectateurs[34] (première diffusion + différé 7 jours)

### Épisode 12:En otage
- États-Unis /  Canada : 17 janvier 2018 sur NBC / Global
- Suisse : 22 juin 2018 sur RTS Un
- Belgique : 22 juin 2018 sur RTL-TVI

- États-Unis : 6,66 millions de téléspectateurs[35] (première diffusion)
- Canada : 1,255 million de téléspectateurs[36] (première diffusion + différé 7 jours)

### Épisode 13:Racket
- États-Unis /  Canada : 31 janvier 2018 sur NBC / Global
- Suisse : 29 juin 2018 sur RTS Un
- Belgique : 19 octobre 2018 sur RTL-TVI

- États-Unis : 6,72 millions de téléspectateurs[37] (première diffusion)
- Canada : 1,12 million de téléspectateurs[38] (première diffusion + différé 7 jours)

### Épisode 14:Un genou à terre
- États-Unis /  Canada : 7 février 2018 sur NBC / Global
- Suisse : 29 juin 2018 sur RTS Un
- Belgique : 19 octobre 2018 sur RTL-TVI

- États-Unis : 7,25 millions de téléspectateurs[39] (première diffusion)
- Canada : 1,271 million de téléspectateurs[40] (première diffusion + différé 7 jours)

### Épisode 15:Les Amazones
- États-Unis /  Canada : 28 février 2018 sur NBC / Global
- Suisse : 6 juillet 2018 sur RTS Un
- Belgique : 26 octobre 2018 sur RTL-TVI

- États-Unis : 6,09 millions de téléspectateurs[41] (première diffusion)
- Canada : 867 000 téléspectateurs[42] (première diffusion + différé 7 jours)

### Épisode 16:Viral
- États-Unis /  Canada : 7 mars 2018 sur NBC / Global
- Belgique : 26 octobre 2018 sur RTL-TVI

- États-Unis : 6,62 millions de téléspectateurs[43] (première diffusion)
- Canada : 1,262 million de téléspectateurs[44] (première diffusion + différé 7 jours)

Les Renseignements enquêtent sur une série d'attentats à la bombe visant des membres des médias. Dans une course contre la montre, l'équipe fait appel à la Caserne 51 pour aider à examiner les dispositifs et empêcher la prochaine attaque. 1ère partie d'un cross-over en deux épisodes - 100e épisode. 

### Épisode 17:Sans issue
- États-Unis /  Canada : 14 mars 2018 sur NBC / Global
- Suisse : 6 juillet 2018 sur RTS Un
- Belgique : 2 novembre 2018 sur RTL-TVI

- États-Unis : 6,54 millions de téléspectateurs[45] (première diffusion)
- Canada : 1,101 million de téléspectateurs[46] (première diffusion + différé 7 jours)

### Épisode 18:Le Poids du passé
- États-Unis /  Canada : 21 mars 2018 sur NBC / Global
- Suisse : 13 juillet 2018 sur RTS Un
- Belgique : 2 novembre 2018 sur RTL-TVI

- États-Unis : 6,92 millions de téléspectateurs[47] (première diffusion)
- Canada : 1,178 million de téléspectateurs[48] (première diffusion + différé 7 jours)

### Épisode 19:La Mauvaise Graine
- États-Unis /  Canada : 11 avril 2018 sur NBC / Global
- Suisse : 13 juillet 2018 sur RTS Un
- Belgique : 9 novembre 2018 sur RTL-TVI

- États-Unis : 5,89 millions de téléspectateurs[49] (première diffusion)
- Canada : 1,067 million de téléspectateurs[50] (première diffusion + différé 7 jours)

### Épisode 20:Instinct de protection
- États-Unis /  Canada : 18 avril 2018 sur NBC / Global
- Suisse : 20 juillet 2018 sur RTS Un
- Belgique : 9 novembre 2018 sur RTL-TVI

- États-Unis : 6,62 millions de téléspectateurs[51] (première diffusion)
- Canada : 1,118 million de téléspectateurs[52] (première diffusion + différé 7 jours)

Après que Voight est assisté au kidnapping d'une de ses vieilles connaissance, les renseignements trouvent un lien entre l'enlèvement  et plusieurs braquages de banque.

### Épisode 21:Le Bon Juge
- États-Unis /  Canada : 2 mai 2018 sur NBC / Global
- Suisse : 20 juillet 2018 sur RTS Un
- Belgique : 16 novembre 2018 sur RTL-TVI

- États-Unis : 6,06 millions de téléspectateurs[53] (première diffusion)
- Canada : 990 000 téléspectateurs[54] (première diffusion + différé 7 jours)

### Épisode 22:La Traque
- États-Unis /  Canada : 9 mai 2018 sur NBC / Global
- Suisse : 20 juillet 2018 sur RTS Un
- Belgique : 16 novembre 2018 sur RTL-TVI

- États-Unis : 6,34 millions de téléspectateurs[55] (première diffusion)
- Canada : 1,07 million de téléspectateurs[56] (première diffusion + différé 7 jours)

Poignardé à neuf reprises à l'abdomen en prison par un des prisonniers, Alvin Olinsky est transporté d'urgence à l'hôpital. Alors qu'il se trouve chez Denis Woods, en compagnie de l'assistant du procureur Jimmy Osha afin de faire des aveux sur le meurtre de Bingham, Hank Voight reçoit la nouvelle de l'agression qu'a subie son vieil ami, puis le rejoint aux urgences. Malheureusement, ce dernier succombe de ses blessures et il informe son équipe du décès de leur collègue. Il réquisitionne un bureau à la prison afin que son équipe et lui mènent l'enquête sur le meurtre. Ils découvrent que Daniel Weitz, un des gardiens de la prison chargé de veiller sur Olinsky, a été payé 5 000 $ par André Gomes afin de ne pas voir l'agression. Par ailleurs, ce prisonnier est celui-là même qui a poignardé Alvin quatre fois.
- Cet épisode marque le départ de l'acteur Elias Koteas (Det. Alvin Olinsky).